# Randy Crawford
Veronica «Randy» Crawford (Macon, Estados Unidos; 18 de febrero de 1952) es una cantante de Rhythm & Blues estadounidense.
Se le conoce como una de las leyendas de la música popular negra. Lleva más de cuarenta años en la música, y ha tocado prácticamente todas los géneros, (sobre todo, jazz, soul y R&B).
Aunque tiene numerosos éxitos como cantante, el gran éxito de Crawford llega tras ponerle voz a una de las canciones de The Crusaders, Street Life, y más al ser ésta una de las principales que Quentin Tarantino utilizó para su película Jackie Brown. Anteriormente estuvo de gira con Joe Sample, el que fue pianista del grupo The Crusaders, y uno de los mayores representantes del jazz fusion.
Su versatilidad la ha llevado también a participaciones en rock progresivo. Tal es el caso del álbum del exintegrante de Genesis - Steve Hackett - Please Don't Touch en que Hoping Love Will Last marca uno de sus grandes registros.

## Discografía

### Singles
La mayoría de los siguientes sencillos entraron en las listas de diferentes ciudades.
| Año  | Canción                                                        | U.S. R&B         | UK Singles Chart | NL Top 40 | SE Top 20 | Álbum                                    |
| ---- | -------------------------------------------------------------- | ---------------- | ---------------- | --------- | --------- | ---------------------------------------- |
| 1979 | Street Life (con The Crusaders)                                | 17, 36 Pop       | 5                | 13        | 8         | Street Life                              |
| 1980 | Same Old Story (Same Old Song)                                 | 34               | -                | 23        | -         | Now We May Begin                         |
| 1980 | Last Night at Danceland                                        | 68               | 61               | -         | -         | Now We May Begin                         |
| 1980 | One Day I'll Fly Away                                          | -                | 2                | 1         | -         | Now We May Begin                         |
| 1981 | People Alone (Love Theme from The Competition)                 | -                | -                | 25        | -         | The Competition                          |
| 1981 | When I Lose My Way                                             | 58               | -                | -         | -         | Secret Combination                       |
| 1981 | You Might Need Somebody                                        | -                | 11               | -         | -         | Secret Combination                       |
| 1981 | Rainy Night in Georgia                                         | -                | 18               | 17        | -         | Secret Combination                       |
| 1981 | Secret Combination                                             | 70               | 48               | -         | -         | Secret Combination                       |
| 1982 | Imagine (Live)                                                 | 69,108 BUB UNDER | 60               | -         | 15        | Casino Lights                            |
| 1982 | One Hello                                                      | 50,110 BUB UNDER | 48               | 35        | -         | Windsong                                 |
| 1982 | Look Who's Lonely Now                                          | 68               | -                | -         | -         | Windsong                                 |
| 1982 | Your Precious Love (Live) - with Al Jarreau                    | 16,102 BUB UNDER | -                | -         | -         | Casino Lights                            |
| 1982 | Give Peace a Chance (Live)                                     | -                | -                | -         | 6         | Windsong                                 |
| 1983 | He Reminds Me                                                  | -                | 65               | -         | -         | Windsong                                 |
| 1983 | Nightline                                                      | 91               | 51               | 19        | 15        | Nightline                                |
| 1984 | Taxi Dancing - con Rick Springfield                            | 58 POP, 16 A/C   | -                | -         | -         |                                          |
| 1986 | Can't Stand the Pain                                           | 58               | -                | -         | -         | Abstract Emotions                        |
| 1986 | Desire                                                         | 90               | -                | -         | -         | Abstract Emotions                        |
| 1986 | Almaz                                                          | -                | 4                | -         | -         | Abstract Emotions                        |
| 1989 | Knockin' on Heaven's Door (con Eric Clapton and David Sanborn) | 4                | -                | 10        | -         | Rich and Poor                            |
| 1990 | Wrap-U-Up                                                      | 15               | -                | -         | -         | Rich and Poor                            |
| 1990 | I Don't Feel Much Like Crying                                  | 16               | -                | -         | -         | Rich and Poor                            |
| 1990 | Cigarette in the Rain                                          | 38               | -                | -         | -         | Rich and Poor                            |
| 1992 | Diamante (con Zucchero)                                        | -                | 44               | -         | -         | Through the Eyes of Love                 |
| 1992 | Who's Crying Now (con Joe Sample)                              | 30               | -                | -         | -         | Through the Eyes of Love                 |
| 1992 | A Lot That You Can Do                                          | 74               | -                | -         | -         | Through the Eyes of Love                 |
| 1996 | Give Me the Night                                              | 47               | 60               | -         | -         | Naked and True                           |
| 1996 | Cajun Moon                                                     | 65               | -                | -         | -         | Naked and True                           |
| 1998 | Bye Bye                                                        | -                | -                | -         | -         | Every Kind of Mood: Randy, Randi, Randee |
| 1998 | Silence                                                        | -                | -                | -         | -         | Every Kind of Mood: Randy, Randi, Randee |
| 1998 | Wishing on a Star                                              | -                | -                | -         | -         | Every Kind of Mood: Randy, Randi, Randee |

### Álbumes
- Everything Must Change (1976)
- Miss Randy Crawford (1977)
- Raw Silk (1979)
- Now We May Begin (1980)
- Secret Combination (1981)
- Windsong (1982)
- Nightline (1983)
- Abstract Emotions (1986)
- Rich and Poor (1989)
- Through the Eyes of Love (1992)
- Don't Say It's Over (1993)
- Naked and True (1995)
- Every Kind of Mood: Randy, Randi, Randee (1997)
- Play Mode (aka Permanent) (2000)
- Feeling Good (with Joe Sample) (2006)
- No Regrets (with Joe Sample) (2008)

### Recopilatorios
- The Competition (1980, soundtrack, Oscar nominated theme song "People Alone")
- Sharky's Machine (1981 soundtrack, new version of "Street Life")
- Greatest Hits (1984)
- Wildcats (1986 soundtrack, song "Don't Wanna Be Normal")
- Love Songs (1987)
- The Very Best of Randy Crawford (1993)
- Best of Randy Crawford (1996)
- Jackie Brown (1997, soundtrack, "Street Life" - Sharky's Machine newer version)
- Best of Randy Crawford and Friends (2000)
- Love Songs: The Very Best of Randy Crawford (2000)
- Hits (2002)
- The Ultimate Collection (2005)
- Pop-Jazz Volume One (2006)

### Apariciones especiales
- "Hoping Love Will Last", on Steve Hackett's album, Please Don't Touch.
- "Come Il Sole All'improvviso" and "Imagine" on Zucchero's album, Zucchero Live at the Kremlin.
- "Taxi Dancing", on Rick Springfield's album, Hard to Hold.
- "Fallen", on Presuntos Implicados' live album, La Noche.